# Camponotus pellax
Camponotus pellax é uma espécie de inseto do gênero Camponotus, pertencente à família Formicidae.